# Étang des Royes
L’étang des Royes est un étang qui se situe dans les Franches-Montagnes (Canton du Jura), sur le territoire de la commune de Saignelégier. 
Depuis la route conduisant du Bémont aux Rouges-Terres, on accède à cette réserve naturelle, créée en 1969. L'ancienne scierie des Royes était située sur territoire de la commune du Bémont, alors que l'étang fait partie de la commune de Saignelégier.